# Camilla Møllebro
Camilla Møllebro (geboortenaam: Pedersen) (Lemvig, 21 mei 1984) is een Deens voormalig wielrenster. Ze werd in 2017 Deens kampioene op de weg. Ze reed drie jaar voor het Deense Team BMS BIRN, in 2017 voor Team Virtu en in 2018 bij de Noorse wielerploeg Hitec Products, waar ze in juni 2018 haar carrière beëindigde.

## Palmares
2014
- Deens kampioenschap tijdrijden

2015
- Deens kampioenschap tijdrijden

2017
- Deens kampioene op de weg
- Bergklassement Tour of Zhoushan Island